# Fuerte de Babak
El fuerte de Papak (en persa: دژ بابک‎) o castillo de Babak, Badd o Bazz (en persa: قلعه بابک‎, Ghal'eh-e Baz) es una gran ciudadela en la cima de una montaña en los bosques de Arasbaran, a 50 km de Ahar, a una parasanga de Ardabil, 6 km al suroeste de la ciudad de Kaleybar en el noroeste de Irán. Según Ibn al-Nadim, fue el bastión de Javidhan y de Babak Khorramdin, líderes de los kurramitas en el Azerbaiyán iraní que lucharon contra el califato islámico de los abasidas. El fuerte fue conquistado y destruido por el ejército de Haydhar ibn Kawus al-Afshin en 837.

## Acceso
Al castillo, construido sobre una altura de 2300 a 2600 metros, rodeado por desfiladeros de 400 a 600 metros, se accede a través de una larga serie de escalones rotos que conducen a la cima de una colina. A partir de entonces, la ruta más fácil es un largo camino de tierra. No hay señales que conduzcan al castillo. Al final de la pista de tierra, la ruta gira a la izquierda. La primera señal de las ruinas aparece a la izquierda, dejando dos picos para cruzar. El primer pico tiene vistas al Castillo. Después de ascender un segundo pico, con ruinas adicionales, el sendero pasa acantilados escarpados a la derecha sin rejas. Desde el castillo, el bosque de robles de Arasbarán circundante, los acantilados escarpados, las montañas en la distancia y la historia iraní se combinan para informar la perspectiva del visitante. El último tramo es un pasaje estrecho y un templo en forma de corredor de 200 metros. Al estar ubicado en las montañas con pasajes complejos, así como, en el invierno, las fuertes lluvias y la nieve hicieron imposible capturar la fortaleza de Bazz.

## Historia
Se cree que el castillo pertenece a la dinastía parta, modificada bajo la dinastía sasánida. 

### Kurramitas
El movimiento de los kurramitas en Azerbaiyán se asoció con Javidhan, quien fue un líder terrateniente de uno de los dos movimientos kurramitas en Azerbaiyán (de 807-808 a 816-817), con su sede en Badd, cerca del río Aras. El líder del otro movimiento kurramita fue Abu Imran, quien a menudo se enfrentaba a las fuerzas de Javidhan. Durante uno de los enfrentamientos, probablemente en 816, Abu Imran fue derrotado y asesinado, mientras que Javidhan resultó mortalmente herido y murió tres días después. A Javidhan le sucedió su aprendiz Babak Khorramdin, quien también se casó con la viuda de Javidhan.
Al-Tabari registra que Babak inició su revuelta en 816–817. Al principio, Al-Mamún prestó poca atención al levantamiento de Babak debido a la dificultad de intervenir desde el distante Jorasán, el nombramiento de su sucesor y las acciones de al-Fadl ibn Sahl. Tales condiciones allanaron el camino para Babak y sus seguidores. El califa Al-Mamún envió al general Yahya ibn Mu'adh quien luchó contra Babak en 819–820, pero no pudo derrotarlo varias veces. Dos años más tarde, Babak venció a las fuerzas de Isa ibn Muhammad ibn Abi Khalid. En 824–825, los generales del califato Ahmad ibn al Junayd y Zorayq bin Alī bin Ṣadaqa fueron enviados para someter la revuelta de Babak. Babak los derrotó y capturó a Junayd. En 827–828 Moḥammad bin Ḥomayd fue enviado para vencer a Babak. A pesar de varias victorias, en la última batalla de Hashtadsar en 829, sus tropas fueron derrotadas por Babak. Los movimientos del califa Al-Mamún contra Babak habían fracasado cuando murió en 833. Las victorias de Babak sobre los generales árabes se asociaron con su posesión del fuerte y un bastión inaccesible en la montaña según los historiadores árabes que mencionaron que su influencia también se extendió a los territorios de la actual República de Azerbaiyán: «hacia el sur hasta cerca de Ardabīl y Marand, hacia el este hasta el mar Caspio y el distrito de Shamakhi y Shirván, hacia el norte hasta la estepa de Mughan (Moḡān) y la orilla del río Aras, hacia el oeste hasta los distritos de Julfa, Najicheván y Marand».
La última batalla entre el califato árabe y los kurramitas tuvo lugar en la fortaleza en 837. Los kurramitas fueron derrotados y Afshin llegó al Badd. Afshin tenía fuerzas adicionales del Califato bajo el mando del magnate árabe Abū Dolaf y se instaló en un campamento a seis millas de la fortaleza. Usó este campamento como base para los ataques de montaña contra Badd. Después de usar maquinaria de asedio y lanzadores de nafta, pudo invadir Badd. Los kurramitas fueron derrotados y después de capturar la fortaleza de Badd, Babak escapó, pero luego fue capturado y ejecutado.

### En la actualidad
Las partes restantes de la fortaleza se conocen actualmente como Qaḷʿa-ye Jomhūr. Está situado a 50 km de Ahar en el brazo izquierdo del río Qarasū. Un castillo y un palacio en la cima de una montaña han quedado del fuerte Badd.
El castillo fue incluido en la lista de lugares nacionales, históricos y culturales en 1966. Luego fue renovado por la Organización del Patrimonio Cultural de Irán y se utiliza como lugar de senderismo.
Se han encontrado en el sitio muestras de monedas y cerámica que pertenecen al siglo XIII. También se han descubierto cerámicas talladas y vidriadas que datan de principios del siglo VII.